# خیستوویتسه
خیستوویتسه (به چکی: Chýstovice) یک منطقهٔ مسکونی در جمهوری چک است که در ناحیه پلهریموو واقع شده‌است. خیستوویتسه ۵٫۱۹ کیلومتر مربع مساحت و ۴۰ نفر جمعیت دارد و ۵۰۷ متر بالاتر از سطح دریا واقع شده‌است.